# (17560) 1994 AD3
(17560) 1994 AD3 est un astéroïde de la ceinture principale découvert en 1994.

## Description
(17560) 1994 AD3 a été découvert le 14 janvier 1994 à l'observatoire astronomique de Sormano à Sormano en Italie par C. Gualdoni et Augusto Testa.

### Caractéristiques orbitales
L'orbite de cet astéroïde est caractérisée par un demi-grand axe de 2,36 UA, un périhélie de 1,83 UA, une excentricité de 0,22 et une inclinaison de 3,82° par rapport à l'écliptique. Du fait de ces caractéristiques, à savoir un demi-grand axe compris entre 2 et 3,2 UA et un périhélie supérieur à 1,666 UA, il est classé, selon la JPL Small-Body Database, comme objet de la ceinture principale.

### Caractéristiques physiques
(17560) 1994 AD3 a une magnitude absolue (H) de 15,5 et un albédo estimé à 0,220.